# Dichagyris erubescens
Dichagyris erubescens là một loài bướm đêm thuộc họ Noctuidae. Nó được tìm thấy ở Thổ Nhĩ Kỳ và adjacent areas, more specifically the Ngoại Kavkaz, Iraq, miền tây
Iran, Israel, Syria, Jordan và the Sinai in Ai Cập.
Con trưởng thành bay từ tháng 5 đến tháng 7. Có một lứa một năm.
Ấu trùng ăn low growing plants.